# Dolichocercus peruvianus
Dolichocercus peruvianus är en insektsart som först beskrevs av Brunner von Wattenwyl 1891.  Dolichocercus peruvianus ingår i släktet Dolichocercus och familjen vårtbitare. Inga underarter finns listade i Catalogue of Life.